# Halolamina
Genre
Espèces de rang inférieur
- Halolamina pelagica

Halolamina est un genre d'archées halophiles de la famille des Halobacteriaceae.